# 小行星11704
小行星11704（11704 Gorin）是一颗绕太阳运转的小行星，为主小行星带小行星。该小行星于1998年3月22日发现。

## 轨道参数
小行星11704的轨道半长轴为2.3716634 UA，离心率为0.127。